# Кощан
Кощан (на македонска литературна норма: Коштан) е вилна зона в Северна Македония, в община Сопище.

## География
Кощан е разположено в областта Кършияка в източното подножие на планината Водно на 5 km южно от столицата на страната Скопие и на практика е негов квартал.

## История
На етническата си карта от 1927 година Леонард Шулце Йена показва Копанци (Kopanci) като българско мохамеданско село.